# Stoer (Schottland)
Stoer, schottisch-gälisch: An Stòr, ist ein Ort in der schottischen Council Area Highland. Sie liegt in der Region Assynt im Westen der traditionellen Grafschaft Sutherland in den nordwestlichen Highlands.
Der Ort liegt etwa zwölf Kilometer nördlich von Lochinver und ist über die B869 road zu erreichen. Diese Straße ist Teil der North Coast 500, einer entlang der schottischen Nordküste führenden Ferienstraße. Nördlich von Stoer zweigt eine Stichstraße zum Leuchtturm von Stoer Head ab, von dort ist über einen etwa sieben Kilometer langen Fußweg der Old Man of Stoer zu erreichen, ein etwa 60 Meter hoher Brandungspfeiler vor der Küste.
Ringsherum gibt es einige Strände, so bei Stoer Bay, Clashnessie, Achmelvich und noch einige andere. Das Klima ist, dank des Golfstroms, gemäßigt und relativ mild.
Norman McLeod, ein presbyterianischer Pfarrer, der eine Gruppe von Emigranten nach Nova Scotia und Neuseeland führte, kam aus Stoer.
Nahe dem Ort stehen am Südende der Stoer Bay auf einer Insel vor der Küste die Überreste des Clachtoll Broch, einer Festung aus der Eisenzeit. 
Das heutige Stoer House als Pfarrhaus und die Kirche Stoer Church wurden in den Jahren 1828 bis 1829 als eine von 32 Parliamentary Churches nach dem Standardentwurf Thomas Telfords für Kirchen in entlegenen Regionen errichtet. Zeitweise war die Kirche  für die damals in der Gegend ansässige Bevölkerung zu klein, was zur Durchführung von Gottesdiensten außerhalb der Kirche bei geeignetem Wetter zwang. 1970 wurde das Dach der heute nur als Ruine existierenden Kirche entfernt, 1972 wurde sie durch einen Brand beschädigt. Das früher in Stoer ansässige Postamt und weitere Ämter sind inzwischen geschlossen. 